# Verrières (Normandia)
Verrières è un comune francese di 418 abitanti situato nel dipartimento dell'Orne nella regione della Normandia.

## Società

### Evoluzione demografica
Abitanti censiti